# 8976 Leucura
8976 Leucura è un asteroide della fascia principale. Scoperto nel 1973, presenta un'orbita caratterizzata da un semiasse maggiore pari a 3,0934424 UA e da un'eccentricità di 0,1493523, inclinata di 2,09554° rispetto all'eclittica.